# Nazionale maschile di cricket della Slovenia
La nazionale di cricket della Slovenia è la selezione nazionale che rappresenta la Slovenia nel gioco del cricket.

## Storia

### Le origini
Secondo alcune fonti, il cricket sarebbe stato introdotto in Slovenia nel 1974 grazie a Borut Čegovnik, un ragazzo tredicenne originario della città montana di Mežica. Durante una visita a Birchington-on-Sea, nel Kent (Regno Unito), Čegovnik ebbe modo di conoscere questo sport tramite il padre del suo amico di penna, che gli fornì un'introduzione approfondita al gioco. Al suo ritorno in Slovenia, portò con sé un set di attrezzature da cricket e si propose di introdurre il gioco nella sua comunità locale. Borut Čegovnik non solo introdusse il cricket in Slovenia nel 1974, ma rimane tuttora una figura chiave: oltre a essere presidente onorario della SCA, esercita la professione di cardiologo e continua a promuovere lo sport a livello nazionale
Tra il 1974 e il 1982 si svolsero diciassette tornei, prevalentemente a wicket singolo, che coinvolsero un totale di 24 giovani del posto. Le partite si disputarono principalmente nel villaggio di Mežica. L'attività proseguì fino al 1982, anno in cui molti dei principali promotori del cricket nella regione si trasferirono a Lubiana, la capitale slovena.

### La diffusione del gioco
Nel 1997 a Ljubljana venne fondato il Ljubljana Cricket Club da un gruppo di expat e sloveni, dando avvio a un’attività regolare di allenamenti e partite su un terreno permanente con club house dedicata. La prima partita venne disputata tra una “President’s XI” slovena e un club ospite dell’Aia; a presenziare all’incontro fu l’allora presidente della Repubblica, Milan Kučan In seguito il club organizzò numerose amichevoli contro formazioni provenienti da diversi Paesi e contro la rappresentativa dell’Ambasciata britannica, oltre ad iscriversi al campionato austriaco di cricket sotto l’egida dell’Austrian Cricket Association.
Nel 2000 la nazionale slovena di cricket disputò il suo primo torneo internazionale ai Campionati Europei di Rappresentanza (ECC Representative Festival), classificandosi al quarto posto su cinque squadre; l’esordio avvenne il 21 agosto 2000 contro l’Austria a Seebarn, dove la partita si concluse con la vittoria austriaca per 69 run. Due anni dopo, nel 2002, la Slovenia migliorò il proprio piazzamento ottenendo il secondo posto nella stessa competizione . Nel 2004 il Paese ospitò il torneo ECC Representative Championship, chiudendo nuovamente al quarto posto.

### Status T20
Nell'aprile 2018, l'ICC ha deciso di concedere lo status completo di Twenty20 International (T20I) a tutti i suoi membri. Pertanto, tutte le partite Twenty20 giocate tra la Slovenia e gli altri membri dell'ICC dal 1° gennaio 2019 hanno lo status T20I.
La Slovenia ha disputato la sua prima partita T20I il 25 luglio 2022 a Kerava, in occasione delle qualificazioni alla coppa del mondo t20, contro l'Austria, perdendo di 141 runs. La Slovenia perse tutte le partite del girone preliminare di qualificazione, terminando all'ultimo posto.
Nel giugno del 2024 la Slovenia ha ospitato la nazionale serba a Lubiana, vincendo una serie di 3 partite T20I per 2-1, vincendo la prima serie bilaterale della sua storia.
Nel 2024, durante le qualificazioni per la Coppa del Mondo T20 2026, la Slovenia partecipa al girone subregionale dall'8 al 13 luglio nel gruppo B, che si tenne a Krefeld, in Germania, venendo inserita nel gironcino con Norvegia, Germania, Svezia e Gibilterra. La nazionale slovena terminò al quarto posto il girone preliminare, vincendo solamente contro Gibilterra e venendo eliminata dal torneo, non avanzando alle finali regionali.
Nel 2025 la Slovenia prende parte ad un tour in Austria, disputando una serie di 4 partite T20I a Graz dal 17 al 18 maggio, perdendo tutte le partite del tour. Dal 7 all'8 giugno la nazionale slovena organizza una trasferta a Belgrado, perdendo per 3-0 una serie T20I contro la nazionale serba, perdendo la prima partita per solo 3 runs. Dal 21 al 22 giugno la nazionale slovena si reca in tour in Ungheria, giocando una serie di 3 partite T20I Szodliget contro i padroni di casa magiari, perdendo tutte le partite e facendo segnare l'ennesimo whitewash della stagione.

## Statistiche
Partite internazionali – Slovenia
Aggiornato al 22 giugno 2025.
| Record                  |    |   |    |   |      |
| Format                  | M  | W | L  | T | D/NR |
| Twenty20 Internationals | 20 | 3 | 17 | 0 | 0    |

### T20
Aggiornato al 22 giugno 2025 
| Nazionale            | P                    | W                    | L                    | T                    | NR                   |
| vs Associate Members | vs Associate Members | vs Associate Members | vs Associate Members | vs Associate Members | vs Associate Members |
| -------------------- | -------------------- | -------------------- | -------------------- | -------------------- | -------------------- |
| Austria              | 5                    | 0                    | 5                    | 0                    | 0                    |
| Bulgaria             | 1                    | 0                    | 1                    | 0                    | 0                    |
| Gibilterra           | 1                    | 1                    | 0                    | 0                    | 0                    |
| Guernsey             | 1                    | 0                    | 1                    | 0                    | 0                    |
| Lussemburgo          | 1                    | 0                    | 1                    | 0                    | 0                    |
| Norvegia             | 1                    | 0                    | 1                    | 0                    | 0                    |
| Serbia               | 6                    | 2                    | 4                    | 0                    | 0                    |
| Svezia               | 1                    | 0                    | 1                    | 0                    | 0                    |
| Ungheria             | 3                    | 0                    | 3                    | 0                    | 0                    |
| Totale               | 20                   | 13                   | 17                   | 0                    | 0                    |